# GRES Acadêmicos do Salgueiro
El Grêmio Recreativo Escola de Samba Acadêmicos do Salgueiro (o simplemente Acadêmicos do Salgueiro) es una de las más tradicionales escuelas de samba de la ciudad de Río de Janeiro, Brasil. Originada en el Morro do Salgueiro, actualmente tiene su sede en la rúa Silva Teles Nº 104, en el barrio de Andaraí, donde también funciona la Villa Olímpica de Salgueiro. Fue fundada el 5 de marzo de 1953 a partir de la fusión de dos escuelas de samba del Morro do Salgueiro, la Depois Eu Digo y la Azul e Branco.
La agremiación posee nueve títulos de campeona del Grupo Especial del carnaval carioca, conquistados en 1960, 1963, 1965, 1969, 1971, 1974, 1975, 1993 y 2009, ocupando así, junto con Império Serrano e Imperatriz Leopoldinense, la posición de cuarta mayor ganadora del carnaval de Río de Janeiro. Es una de las mayores ganadores del Estandarte de Oro, siendo premiada como mejor escuela ocho veces. Es la mayor ganadora del Tamborín de Oro, conquistando seis veces el premio principal.  Nunca descendió del Grupo Especial. Su peor ubicación fue el 2006 cuando quedó en el 11° lugar.
Salgueiro desfiló por primera vez en 1954, conquistando el tercer lugar, superando a la super campeona Portela. La escuela fue responsable de renovar la estética del carnaval carioca al invitar a artistas de formación académica para diseñar sus desfiles. En 1959, fue la pareja de artistas plásticos Dirceu y Marie Louise Nery los responsables del desfile de la escuela sobre el pintor francés Jean-Baptiste Debret. La presentación llamó la atención de uno de los jurados, el profesor de la Escuela de Bellas Artes y escenógrafo del Teatro Municipal Fernando Pamplona, que fue invitado por el presidente de la escuela, Nelson de Andrade, para diseñar el desfile de 1960. Ese año, la escuela ganó su primer campeonato con el enredo "Quilombo dos Palmares". También en ese periodo, la escuela innovó en la elección de los enredeos, homenageando personalidades brasileñas poco conocidas en esa época como  Zumbi dos Palmares, Xica da Silva (en 1963), Chico Rei (en 1964) y Dona Beija (en 1968). En aquella época, sólo figuras conocidas de la historia nacional eran temas de los enredo. En 1963, por primera vez en el carnaval carioca, una escuela de samba presentaba un enredo centrado en una personalidad femenina. La escuela innovó una vez más al presentar una ala de paso marcado. Coreografiada por Mercedes Baptista, la primera bailarina negra del Teatro Municipal, el ala mostraba parejas danzando un minueto. La idea causó polémica pero, con el pasar del tiempo, el artificio fue utilizado por otras agremiaciones en sus desfiles. Polémicas aparte, en aquel año la escuela ganó su segundo título de campeona con un enredo sobre la historia del carnaval carioca. En 1969 fue campeona haciendo un homenaje a Bahía. En 1971, conquistó su quinto título con la popular samba-enredo "Festa para um rei negro", conocida por el refrán: "O-lê-lê, o-lá-lá / Pega no ganzê / Pega no ganzá". Los años de 1974 y 1975 marcaron un nuevo cambio en la elección de los enredos. El Joãosinho Trinta conquistó dos títulos más para la escuela con dos enredos oníricos, mezclando realidad e imaginación. En 1993, la escuela fue protagonista de uno de los momentos más marcantes del carnaval carioca. Con el enredo "Peguei um Ita no Norte", del carnavalesco Mário Borriello, la escuela conquistó su octavo campeonato. Durante el desfile, el público presente en el Sambódromo cantó en coro la popular samba-enredo conocida por el refrán: "Explode coração / Na maior felicidade / É lindo o meu Salgueiro / Contagiando, sacudindo essa cidade". En el 2009 la escuela consquitó su noveno título con el enredo "Tambor", del carnavalesco Renato Lage.
Algunos de los más importantes carnavalescos de la historia del carnaval carioca iniciaron sus carreras en Acadêmicos do Salgueiro. Entre ellos, Arlindo Rodrigues, Rosa Magalhães, Lícia Lacerda, Maria Augusta, Renato Lage, Max Lopes y Joãosinho Trinta - todos de formación académica. La mayoría fue llevado a la escuela por Fernando Pamplona, hecho que le dio la fama de ser "el padre de todos los carnavalescos". Poco a poco, otras escuelas se adhirieron a la idea, consolidando la presencia de artistas académicos en el carnaval carioca. La escuela posee ellema "Ni mejor, ni peor, sólo una escuela diferente". Es apodada como la "Academia de la samba", y su batería es denominada como "La Furiosa".